# 8. Panzer-Division
La 8. Panzer-Division era una divisione corazzata della Wehrmacht operativa durante la seconda guerra mondiale.

Creata a partire dalla 3. Leichte-Division (3ª divisione leggera) l'8ª Panzer entrò in scena durante la campagna di Francia spostandosi successivamente al fronte orientale combattendo fino all'8 maggio 1945.

## Storia
| Luogo                          | Periodo             |
| Polonia                        | ott 1939 - mag 1940 |
| Francia                        | mag 1940 - gen 1941 |
| Germania                       | gen 1941 - feb 1941 |
| Francia                        | feb 1941 - apr 1941 |
| Jugoslavia                     | apr 1941 - lug 1941 |
| Fronte orientale, settore nord | lug 1941 - ott 1943 |
| Fronte orientale, settore sud  | ott 1943 - set 1944 |
| Carpazi e Ungheria             | set 1944 - feb 1945 |
| Cecoslovacchia                 | feb 1945 - mag 1945 |

### Le origini con la 3. Leichte-Division
La 8. Panzer-Division venne organizzata a partire dalla 3. Leichte-Division (3ª divisione leggera), nata il 10 novembre 1938 a Cottbus e guidata fino al suo scioglimento dal generalleutnant Adolf Kuntzen.

La campagna di Polonia vide direttamente coinvolta questa divisione che varcò il confine polacco con 23 Panzer II, 55 Panzer 38(t) e due Panzerbefehlswagen (carri comando disarmati) appartenenti al suo 67. Panzer-Abteilung (67º battaglione corazzato). Gli uomini della 3. Leichte-Division avanzarono rapidamente insieme alla 2. Leichte-Division (entrambe assegnate alla 10ª Armata di Walter von Reichenau, Heeresgruppe Süd) su Kielce e Radom, combattendo poi la battaglia del fiume Bzura e la battaglia di Varsavia che portò lo stato polacco alla resa finale.

### La nuova divisione in Francia e in Jugoslavia

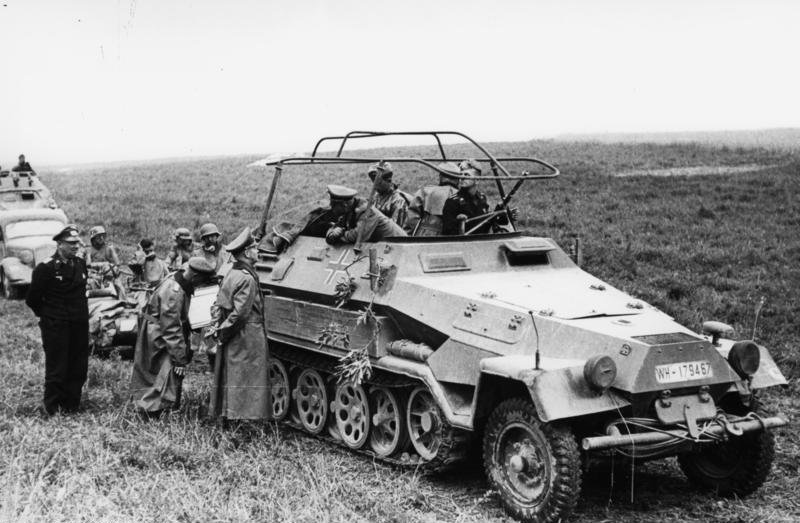
Maggio 1940: Guderian (mentre si sporge dallo Sd.Kfz. 251) a colloquio con Adolf Kuntzen, comandante della 8. Panzer-Division

Il 16 ottobre 1939 la 3. Leichte-Division viene ufficialmente convertita nella 8. Panzer-Division e il 15 maggio 1940 i suoi effettivi entrarono in territorio francese attraversando la Mosa a Nouzonville. Assegnata al Gruppo corazzato di von Kleist con 58 Panzer II, 116 Panzer 38(t), 23 Panzer IV e 15 carri comando, la divisione corazzata tedesca avanzò verso la Manica per passare in seguito sotto il controllo del Gruppo corazzato di Heinz Guderian durante l'operazione Fall Rot.

Al termine delle ostilità l'8ª Panzer era arrivata fino al fiume Saona, rimanendo in Francia fino all'aprile 1941.
In questo periodo infatti le truppe della 8. Panzer-Division vennero trasferite al XXXXVI. Corpo motorizzato (generale Maximilian von Weichs) in Ungheria per prepararsi all'operazione Marita. Il 6 aprile il parco carri armati ammontava a 49 Panzer II, 125 Panzer 38(t) e 30 Panzer IV. con i quali lo stesso giornò la divisione varcò la Drava entrando in Jugoslavia. Sei giorni dopo venne raggiunta Belgrado senza incontrare particolare resistenza e il 17 aprile 1941 il Regno di Jugoslavia chiedeva la resa.

### Al fronte orientale

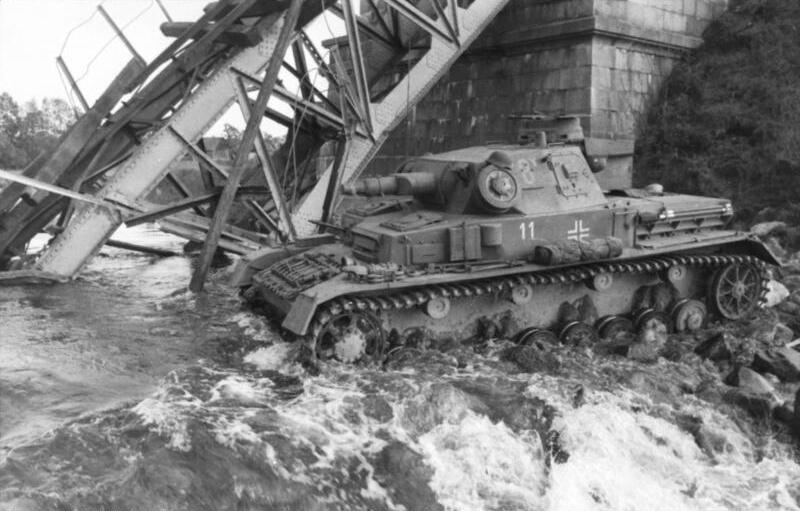
Giugno 1941: un Panzer IV dell8ª Panzer attraversa un fiume in Unione Sovietica

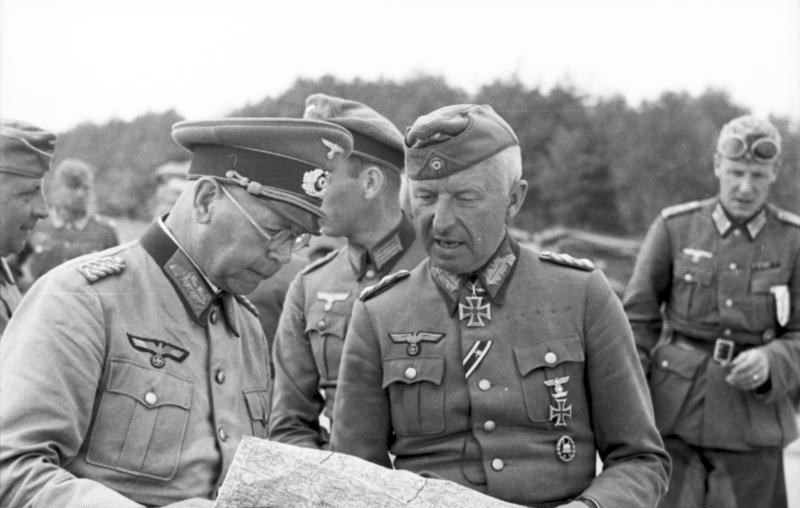
Erich Branderberger (a sinistra), comandante dell8ª Panzer al momento dell'operazione Barbarossa, a colloquio con von Manstein il 21 giugno 1941

L'operazione Barbarossa (giugno 1941) impose alla 8. Panzer-Division di spostarsi al fronte orientale in organico all'Heeresgruppe Nord di von Leeb. Passando attraverso gli Paesi baltici i 49 Panzer II, 118 Panzer 38(t), 30 Panzer IV e 15 carri comando di cui la divisione disponeva puntarono verso Leningrado avanzando per centinaia di chilometri e occupando varie città, tra cui Daugavpils, aiutata dalla 3. Infanterie-Division. Proprio questa rapida avanzata costrinse i mezzi corazzati a fermarsi per aspettare la fanteria: sebbene il maggior generale Erich Brandenberger, comandante della divisione corazzata in quel momento, ritenesse di poter proseguire ugualmente, i suoi superiori negarono il permesso ad avanzare. A causa di questo ritardo i sovietici ebbero a disposizione circa una settimana di tempo per preparare le difese attorno a Leningrado, costringendo la Wehrmacht ad assediare la città (assedio di Leningrado) raggiunta dall'8ª Panzer dopo combattimenti a Luga nel luglio 1941. Vista impossibile la conquista immediata della città, la divisione si attestò presso il fiume Volchov, a est. A novembre il reparto si trovava a Tichvin, e nel primo mese del 1942 le truppe vennero trasferite a Demjansk per difendere la città dai contrattacchi sovietici. La situazione del fronte fece convergere successivamente la 8. Panzer-Division a Cholm, dove respinse diverse volte gli attacchi dell'Armata Rossa.
Nel maggio 1942 iniziò un periodo di riorganizzazione dell'ordine di battaglia dell'unità. Data la crescente importanza della battaglia di Stalingrado i vertici militari della Germania tolsero a molte divisioni uomini e mezzi da assegnare a quel settore: in questo modo la 8. Panzer-Division cedette un battaglione del 10. Panzer-Regiment (10º reggimento corazzato) alla 16. Panzer-Division e si ritrovò così con un solo Panzer II, 65 Panzer 38(t) e due Panzer IV. Nonostante ciò la divisione corazzata continuò a combattere nei primi mesi del 1943 a Velikie Luki, Newel e Vicebsk, passando a dicembre alle dipendenze dell'Heeresgruppe Mitte, perdendo un altro battaglione corazzato destinato al Panzer-Abteilung (Fkl.) 302. A luglio combatteva a Orël sotto la 2ª Armata (generaloberst Walter Weiss) del LIX Corpo d'armata, prendendo parte in seguito alla battaglia di Kursk al termine della quale, sconfitta come le altre forze della Wehrmacht, si spostò a Kiev stavolta in seno alla 4ª Armata dell'Heeresgruppe Süd diretto da Erich von Manstein.

L'8ª Panzer difese negli ultimi due mesi del 1943 la zona ad est di Žytomyr, poi, pressata senza sosta dall'Armata Rossa, arretrò combattendo fino all'estate del 1944 a Ternopil' e Leopoli, in Ucraina sotto l'Heeresgruppe Nordukraine. Nel marzo 1944 il suo organico venne assegnato al XXXXVIII Panzerkorps (Corpo corazzato) in seno alla 4. Panzerarmee del generaloberst Erhard Raus; a luglio la potente offensiva sovietica Leopoli-Sandomierz costrinse la 8. Panzer-Division a ripiegare fino ai Carpazi quindi in Slovacchia, dove a settembre ricevette il primo battaglione dell'11º reggimento corazzato della 6. Panzer-Division costituito da Panzer V Panther. A dicembre la divisione corazzata si spostò in Ungheria in senso al XXIX Corpo d'armata nel tentativo di spezzare l'assedio di Budapest che bloccava ingenti forze della Wehrmacht, ma non riuscì nel suo intento e dovette ancora una volta ripiegare venendo riutilizzata in Slesia, a Lubań.
Nell'ultimo periodo di guerra la 8. Panzer-Division venne inquadrata nella 17ª Armata (retta dal generale Friedrich Schulz) del Gruppo d'armate Centro. Gli ultimi combattimenti prima della resa finale, avvenuta l'8 maggio 1945 a Brno, si verificarono in Moravia.

## Ordine di battaglia
1939 - 1942: dalla creazione al fronte orientale
- Stab (Quartier generale)
- 8. Schützen-Brigade (8ª brigata di fanteria motorizzata)
  - 8. Schützen-Regiment (3º reggimento di fanteria motorizzata)
  - 8. Kradschützen-Abteilung (8º battaglione motociclisti)
- 10. Panzer-Regiment
- 67. Panzer-Abteilung (67º battaglione corazzato) - fino al settembre 1942
- 80. Artillerie-Regiment (80º reggimento di artiglieria)
- 43. Panzerjäger-Abteilung (43º battaglione anticarro)
- 59. Aufklärungs-Abteilung (59º battaglione da ricognizione)
- 59. Pionier-Bataillon (59º battaglione del genio militare)
- 84. Panzer-Nachrichten-Abteilung (84º battaglione trasmissioni corazzato)
- 59. Divisions-Nachschubführer (59° treno rifornimenti)
- Unità di servizi e supporto

1943
- 10. Panzer-Regiment
  - Panzer-Abteilung I (1º battaglione corazzato)
- 8. Panzergrenadier-Regiment (8º reggimento panzergrenadier
  - Panzergrenadier-Bataillon I
  - Panzergrenadier-Bataillon II
- 28. Panzergrenadier-Regiment
  - Panzergrenadier-Bataillon I
  - Panzergrenadier-Bataillon II
- 80. Panzer-Artillerie-Regiment
  - Artillerie-Abteilung I
  - Artillerie-Abteilung II
- 43. Panzerjäger-Abteilung
- 8. Panzer-Aufklärungs-Abteilung
- 286 Heeres-Flak-Artillerie-Abteilung (286º distaccamento FlaK dell'esercito)
- 59. Panzer-Pionier-Bataillon
- 84. Panzer-Nachrichten-Abteilung
- 59. Versorgungstruppen (unità di servizi e supporto)

## Decorazioni
Dieci soldati della 8. Panzer-Division furono insigniti della Spilla per il Combattimento corpo a corpo in oro; 105 ottennero la Croce Tedesca in oro e due quella in argento. Un totale di 28 uomini ricevette la Spilla d'Onore dell'Esercito e 31 la Croce di Cavaliere della Croce di Ferro, delle quali due con Fronde di Quercia.

## Comandanti
| Nome                  | Grado           | Inizio            | Fine              | Note                    |
| Adolf Kuntzen         | Generalleutnant | 16 ottobre 1939   | 20 febbraio 1941  |                         |
| Erich Brandenberger   | Generalmajor    | 20 febbraio 1941  | 16 aprile 1941    | ferito in combattimento |
| Walter Neumann-Silkow | Generalmajor    | 21 aprile 1941    | 28 maggio 1941    |                         |
| Erich Brandenberger   | Generalmajor    | 29 maggio 1941    | 8 dicembre 1941   |                         |
| Werner Hühner         | Generalmajor    | 8 dicembre 1941   | 28 gennaio 1942   |                         |
| Erich Brandenberger   | Generalleutnant | 29 gennaio 1942   | 6 agosto 1942     |                         |
| Josef Schroetter      | Generalmajor    | 6 agosto 1942     | 13 novembre 1942  |                         |
| von Wagner            | Oberst          | 14 novembre 1942  | 26 novembre 1942  |                         |
| Erich Brandenberger   | Generalleutnant | 27 novembre 1942  | 17 gennaio 1943   |                         |
| Sebastian Fichtner    | Generalmajor    | 17 gennaio 1943   | 5 marzo 1943      |                         |
| Sebastian Fichtner    | Generalleutnant | 5 marzo 1943      | giugno 1943       |                         |
| Friedrich von Scotti  | Generalleutnant | giugno 1943       | luglio 1943       |                         |
| Sebastian Fichtner    | Generalleutnant | luglio 1943       | 3 settembre 1943  |                         |
| Albrecht Kleinschmidt | Oberstleutnant  | 3 settembre 1943  | 20 settembre 1943 |                         |
| Gottfried Frölich     | Oberst          | 20 settembre 1943 | 30 novembre 1943  |                         |
| Gottfried Frölich     | Generalmajor    | 1º dicembre 1943  | 1º aprile 1944    |                         |
| Werner Friebe         | Oberst          | 1º aprile 1944    | 31 maggio 1944    |                         |
| Werner Friebe         | Generalmajor    | 1º giugno 1944    | 17 luglio 1944    |                         |
| Gerhard Schmidhuber   | Oberst          | 17 luglio 1944    | 20 luglio 1944    |                         |
| Gottfried Frölich     | Generalmajor    | 20 luglio 1944    | 22 gennaio 1945   |                         |
| Heinrich-Georg Hax    | Oberst          | 22 gennaio 1945   | 1º aprile 1945    |                         |
| Heinrich-Georg Hax    | Generalmajor    | 1º aprile 1945    | 8 maggio 1945     |                         |

Dati tratti da: e.